# Aéroport international de Qechm
Pour les articles homonymes, voir GSM.
L'aéroport international de Qechm ou aéroport de Deirestan, code IATA : GSM, est un aéroport international situé sur l'île de Qechm en Iran.

## Situation
| Sārī Dasht-é Naz Golfe · persique Téhéran-MehrabadTéh.-Mehrabad Mechhed Téhéran-KhomeiniTéh.-Khomeini Chiraz Kish Ahvaz Ispahan Tabriz Bandar · Abbas Kerman Yazid Abadan Kermanchah Zahedan Bouchehr Qechm Ourmieh Racht Birjand Chabahar Lamerd |

## Compagnies et destinations
| Compagnies           | Destinations |
| -------------------- | --- |
| Caspian Airlines     | Ispahan-S. Beheshti, Racht |
| Iran Air             | Chiraz-Shahid Dastghaib, Téhéran-Mehrabad                                                                                       |
| Iran Airtour         | Mechhed-Shahid H. Nejad, Téhéran-Mehrabad                                                                                       |
| Iran Aseman Airlines | Chiraz-Shahid Dastghaib |
| Kish Air             | Téhéran-Mehrabad |
| Mahan Air            | Dubaï, Kerman, Téhéran-Mehrabad                                                                                                 |
| Meraj Airlines       | Téhéran-Mehrabad |
| Qeshm Airlines       | Dubaï, Ispahan-S. Beheshti, Racht, Shahre kord (en), Chiraz-Shahid Dastghaib, Téhéran-Mehrabad, Tabriz, Gorgan (en), Kermanchah |
| Taban Airlines       | Ispahan-S. Beheshti |
| Zagros Airlines      | Mechhed-Shahid H. Nejad |

Édité le 03/01/2019